# Sereno di Antinopoli
Sereno di Antinopoli (in greco antico: Σερῆνος ὁ  Ἀντινόου πόλις?; Antinopoli, 300 circa – 360 circa) è stato un matematico greco antico, noto particolarmente per due trattati sul cilindro e sul cono.

## Biografia
Sereno nacque probabilmente nella città di Antinopoli, costruita intorno al II secolo dall'imperatore Adriano.

## Opere
Sereno scrisse un commentario alle Coniche di Apollonio di Perga, oggi perduto. Apprendiamo da Teone di Alessandria, nel suo commentario a Euclide, che il risultato principale del commentario era che, se si considerano più angoli sottesi in un punto del diametro di un cerchio diverso dal centro, con archi uguali di quel cerchio, l'angolo più vicino al centro è sempre minore dell'angolo più lontano dal centro.
Ma Sereno fu anche un matematico a pieno titolo, avendo scritto due opere intitolate Sulla sezione di un cilindro e Sulla sezione di un cono, opere che finirono per essere collegate alle Coniche di Apollonio . Questa connessione le aiutò a sopravvivere nel corso dei secoli .